# Glycinde kameruniana
Glycinde kameruniana är en ringmaskart som beskrevs av Augener 1918. Glycinde kameruniana ingår i släktet Glycinde och familjen Goniadidae. Inga underarter finns listade i Catalogue of Life.